# Орлова, Марина Викторовна
Марина Викторовна Орлова (род. 25 марта 1986, Пятигорск, СССР) — российская актриса театра и кино, сценарист, продюсер, певица, композитор, поэтесса, теле- и радиоведущая, общественный деятель, посол доброй воли.
Член гильдии актёров Голливуда SAG-AFTRA и гильдии композиторов и сценаристов в Италии SIAE. Марина Орлова активно работает в странах Европы, Азии и в США.

## Биография

### Ранние годы
Марина Орлова родилась 25 марта 1986 года в Пятигорске. Семья Орловых была многодетной и малообеспеченной. Мама Марины — Людмила Павловна Орлова — учитель французского и немецкого языков. Отец — Виктор Константинович Орлов — музыкант-аккордеонист.
Петь Марина начала раньше, чем говорить. Уже в раннем детстве у неё обнаружили абсолютный музыкальный слух, она могла повторить услышанную мелодию. В ранние годы Орлова обладала своеобразным низким голосом, не свойственным детям.
В три года Марина написала свою первую песню: «Колыбельная». Через 20 лет песня прозвучала в телесериале «Родные люди».

### Школьные годы
Марина пошла в простую общеобразовательную школу Пятигорска.(МБОУ Лицей №20) Услышав исполнение ею на рояле песни собственного сочинения, директор Музыкальной школы взял Марину среди учебного года в своё заведение без экзаменов. Вскоре Орлова представляла эту школу на музыкальном конкурсе «Восходящая звезда», где заняла первое место.
После Орлову стали приглашать на городские конкурсы и концерты. Начали выходить газеты с фотографиями талантливой девочки.
Один из клубов Пятигорска «Золотой дворец» пригласил 9-летнюю Марину на работу. И в течение года девочка работала певицей, каждый день после школы выступая в вечернем концерте. По выходным Орлова работала на детских утренниках. Заработанные деньги девочка откладывала в копилку. Она мечтала купить музыкальный центр, и уже в 10 лет осуществила свою мечту!
К 11 годам Орлова окончила с отличием классическую музыкальную школу по ускоренной программе и поступила в вокально-джазовую школу, где занималась вокалом. К тому времени у девочки уже было несколько песен собственного сочинения, она мечтала записать сольный альбом.
Первый актёрский опыт Марина получила, играя в Пятигорске в команде КВН, её наставником и первым учителем был студент Семён Слепаков, который писал сценарии для скетчей, а играла их Марина. В 2001 году Орлова удостоилась премии «Мисс КВН» как самая артистичная девочка Ставропольского края.
Родители не воспринимали увлечения дочери серьёзно и после окончания средней школы отправили Марину учиться в Интеграл на швею-мотористку. Но 1 сентября Марина не пришла на учёбу в училище, а вернулась в свою школу. За один год Орлова заканчивает сразу два класса 10 и 11 экстерном, в течение года подрабатывает на Русском Радио в качестве ведущей. Начитывает рекламу и продолжает петь на вечеринках, выпускных, юбилеях. Заработав 200 долларов за этот период, Марина купила билет на поезд и ночью уехала в Москву, в поисках своей мечты.

### Москва и театральный вуз
В 2002 году Орлова поступила в школу-студию МХАТ и становится студенткой курса Игоря Золотовицкого. Под Новый год подрабатывала Снегурочкой на детских утренниках. Как особо талантливую студентку, Александр Калягин награждает Марину дополнительной стипендией от передачи «Магия театра».
Через год ректор ТИ им. Щукина Владимир Этуш написал письмо на имя ректора школы-студии с просьбой перевести студентку Орлову в их учебное заведение.
В 2003 году студентка переводится в институт Щукина на курс профессора Владимира Петровича Поглазова. Её мастерами и наставниками становятся: Василий Лановой, Владимир Этуш, Александр Ширвиндт, Нина Дорошина, Алла Казанская, Михаил Авшаров, Варвара Ушакова, Андрей Дрознин, Евгений Князев.
Её дипломный спектакль «Эшелон» стал лауреатом Московского международного фестиваля студенческих и постдипломных спектаклей «Твой шанс».
В 2006 году Орлова с отличием окончила Щукинское Высшее театральное училище и получила красный диплом по специальности «Актриса театра и кино». Орлова продолжает учёбу в «Щуке» и становится магистром театрального мастерства.

### Театр и антреприза
После окончания театрального института Орлова была распределена в театр им. Станиславского. Но вскоре покинула его.
Наиболее запоминающимся спектаклем в жизни актрисы становится «Курсантский блюз» (по американской пьесе «Билокси-блюз»), в котором Орлова играет сразу две роли — Дэйзи и Равенна. Спектакль имел успех, он был поставлен участниками сериала «Кадетство» (Кремлёвские курсанты) и исполнялся на гастролях по России.

### Кино и сериалы
С 2007 году Орлова начала свою карьеру в кинематографе.
Свою первую главную роль Орлова сыграла в художественном фильме «Охламон». Известность получила после выхода на канале «Россия» сериала «Родные люди», куда попала случайно.
Параллельно Орлову утверждают на главную роль в молодёжном сериале «Барвиха» на ТНТ.
Орлову приглашали на съёмки в Китай, а затем и во Францию.

## Обзор творчества
Дебют Орловой произошёл в 1995 году на сцене Театра Музыкальной Комедии (ныне театр Оперетты). Будучи ещё студенткой Театральный институт имени Бориса Щукина, Орлова была замечена режиссёром Татьяной Воронецкой и приглашена сыграть эпизодическую роль в исторической мелодраме Натурщица,
которая участвовала в конкурсной программе 18-го кинофестиваля Кинотавр. В следующем году Орлова была приглашена сыграть главную роль Светланы в фильме «Охламон», где исполнила песню. Известность актриса получила в 2008 году после выхода на экраны семейной саги «Родные люди», на канале Россия, где сыграла главную роль Ольги Кузнецовой.
В 2008 году Марина была замечена Станиславом Говорухиным, который снимал мелодраму «Пассажирка» с Анной Горшковой в главной роли, но специально для Орловой режиссёр дописал эпизодическую роль Нины Марковны, появляющейся в финале фильма на пару минут. Картина получила главный приз «Большая золотая ладья» на фестивале «Окно в Европу» в Выборге и другие награды. Впоследствии Орлова снялась в ролях второго плана ещё в нескольких картинах Говорухина, в том числе в детективе «Weekend», в котором проявила свои вокальные данные.
С 2009 года Орлову начали приглашать на съемки за рубеж. Китайский режиссёр Ю Сяо Гань предложил Орловой главную роль в картине «Последний секрет Мастера». Так же ею была написана одна из музыкальных тем фильма
. Вскоре актриса уехала в США на два года, сперва играла небольшие второстепенные роли, но в 2014 Орлова получает главную роль в голливудском фильме «White crows» Играет в паре с Эриком Робертсом в фильме о Фрэнке Синатра «Frank and Ava».
, исполнила роль Мэрилин Монро.
. После этой роли Орлову приняли в гильдию актёров Голливуда SAG-Aftra. Параллельно в России Орлова снимается в кино, играет в театре, а также периодически участвует в концертах со своими песнями. Известность получило её выступление на сцене Кремлёвского дворца с песней Карузо
в сопровождении Неаполитанского оркестра и итальянского певца Ренцо Арборе.
В октябре 2012 года Орлова провела эротическую фотосессию и под заголовком «Без прикрытия» дала большое интервью журналу «Максим», где рассуждала о секретах своих творческих успехов и сообщила о симпатиях к Скарлетт Йоханссон, Мэрилин Монро и Деми Мур.
За кинокарьеру Орлова уже сыграла около 40 ролей в фильмах в качестве актрисы, написала около 80 песен, некоторые из которых звучали в фильмах с её участием, она является продюсером двух картин и сценаристом одной. Итальянский короткометражный фильм на английском языке «Здравствуйте! Я продюсер Вуди Аллена» является авторской работой Орловой, в которой она выступила как сценарист, продюсер, композитор и актриса. Премьера фильма состоялась на 69 Каннском кинофестивале
, позже фильм Орловой стал участником 38 Московского Международного кинофестиваля.
Картина была признана лучшим короткометражным фильмом Италии и получила Гран-при, «золотую лошадь» Леонардо Да Винчи на международном кинофестивале в Милане.
Помимо кино и музыкальных работ Орлова известна как теле- и радиоведущая нескольких программ. Являлась одной из постоянных ведущих познавательной телепередачи «Хочу знать с Михаилом Ширвиндтом» на Первом канале. Вела авторскую передачу «Стиль жизни» на радиостанции Мегаполис ФМ, программу о экстремальном спорте на канале Discovery. Орлова некоторое время являлась русским голосом Квиринальского дворца в Риме, лицом французского благотворительного фонда социально-культурного развития Club De Chance. Была назначена послом доброй воли итальянской благотворительной организацией «Мария Диомира», при поддержке Ватикана, в программе помощи детям Кении и строительства школы искусств.

## Радио- и телеведущая
Помимо кино Орлова решила освоить ещё одну профессию и пошла работать на радио «Мегаполис FM» ведущей авторской программы «Стиль жизни».
В студию прямого эфира Марина приглашала своих коллег артистов, режиссёров, продюсеров, певцов и музыкантов, спортсменов, писателей и других творческих личностей. Работала на Первом канале в передаче Михаила Ширвиндта «Хочу знать». По сюжету телепередачи в поисках ответа на вопросы телезрителей Орлова отправлялась в разные уголки мира.

## Музыка
Орлова написала более 80 песен.
Марина стала сотрудничать с композиторами России и зарубежья, среди тех, кто обратил на неё внимание, были Виктор Чайка, Горан Брегович.
Орлова сочинила песню: «Я стану сильной без тебя» для российской певицы Анжелики Агурбаш, которая стала для певицы пророческой и вызвала большой скандал в прессе.
Также Орлова написала и исполнила несколько саундтреков к фильмам («Последний секрет мастера», «Охламон», «Братаны»).
Песня Орловой «Нам, наверно, не надо» была взята в ротацию на радиостанциях 1 января 2013 года.

## Личная жизнь
Муж (с лета 2021) — Георгий Кирьянов (род. 1996) — актёр, фотомодель, продюсер, фотограф, композитор, тренер по сноуборду.
1 августа 2022 года родила двойню: дочь и сына.
Пресса называла Орлову «последней музой» сатирика Михаила Задорнова, с которым её с 2013 года связывали творческие и деловые отношения, совместные выступления на сцене, гастроли и съёмки художественного фильма.

## Образование
- Музыкальная школа по классу фортепиано
- Эстрадно-джазовая школа по классу вокала
- Поступила в школу-студию МХАТ в 2002 году (курс Земцова, Золотовицкого)
- Окончила ТИ им. Б. Щукина в 2006 году (курс В. Поглазова) актёрский факультет
- Магистратура кафедра актёрского искусства ТИ им. Б. Щукина (А. Казанская)
- Актёрская школа Ли Страсберга (The Lee Strasberg Theatre & Film Institute), Лос Анджелес, США, актёрский факультет, 2011 год — Мастер курса Аль Пачино.

## Театральные работы
- «Эшелон» — режиссёр В. Поглазов, роль — Лена (спектакль занял первое место на театральном фестивале «Твой шанс»)
- «Ночь перед Рождеством» — режиссёр М. Цитриняк, роли — Царица, Дьячиха, Казачка
- «С любимыми не расставайтесь» — режиссёр М. Малиновский, роль — Лариса Кирилашвили
- «Надрывы» (Братья Карамазовы) — режиссёр Ю. Авшаров, роль — Грушенька
- «Волки и овцы», роль — Глафира

## Фильмография
1. 2019 — Однажды в Америке, или Чисто русская сказка — Валькирия, главная роль
2. 2018 — Смертельная игра — Mariel
3. 2018 — Презумпция невиновности  — Елена Паратова
4. 2018 — Фрэнк и Ава —  Любовь
5. 2016 —  Здравствуйте! Я продюсер Вуди Аллена —  Кристина
6. 2014 — Белые вороны — Наташа ( в производстве)
7. 2014 — Шалаш на дереве — Мэрилин Монро
8. 2014 — Не так молод — Энни
9. 2014 — Умельцы — Ольга, новая жена Глинского
10. 2013 — Weekend — певица Мэри
11. 2012 —  Маргоша —  Светлана
12. 2012 — Под прикрытием — Барби
13. 2012 — Проснемся вместе — Секретарша
14. 2012 —  Кровинушка — Мэри
15. 2011 —  Два Антона —  Таня
16. 2011 —  Воробушек — Светлана
17. 2011 — Всегда говори Всегда-7 — Лиза
18. 2011 — Золотые (телесериал) — Таня Липкина , главная роль
19. 2010 — Невидимки —  Сима
20. 2010 — Тридцать седьмой роман — Леночка
21. 2010 — Интерны — Куракина
22. 2010 — Маргоша — Светлана Юрьевна, временный трёхдневный секретарь в редакции «МЖ» (2 сезон), с 219-й серии — помощница в отделе «Мода» (3 сезон)
23. 2010 — Последний секрет Мастера — Елена
24. 2010 —  Школа для толстушек — Зоя
25. 2009 —  Откройте милиция
26. 2009 —  2-АССА-2 —  Катя , эпизод
27. 2009 — Кремлёвские курсанты — Ника
28. 2009 — Из жизни капитана Черняева — Аврора
29. 2009 — Женщина-зима — Оля
30. 2009 — Барвиха — Таня Липкина, главная роль
31. 2009 —  Жаркий Лед
32. 2008 — Стиляги — комсомолка
33. 2008 — Срочно в номер 2 — Татьяна
34. 2008 — Родные люди (Украина) — Оля Кузнецова, главная роль
35. 2008 — Проклятый рай-2 — Роза
36. 2008 — Пассажирка — Нина Марковна
37. 2008 — Висяки — Оля
38. 2007 —  Атлантида
39. 2007 —  След —  Алена
40. 2007 — Сваха — Настя
41. 2007 — Всех парней зовут Костя
42. 2007 — Охламон — Света, главная роль
43. 2007 — Натурщица — Аня, племянница дамы
44. 2007 — Громовы. Дом надежды — переводчица Лариса
45. 2004 — Самара-городок — студентка